# Cal Crutchlow
Cal Crutchlow, född 29 oktober 1985 i Coventry, Storbritannien, är en brittisk roadracingförare. Han blev världsmästare i Supersport 2009 och tävlar sedan 2011 i MotoGP. Från 2015 kör han en Honda för Team LCR. Crutchlow tävlar med startnummer 35 på sin motorcykel.

## Roadracingkarriär
Crutchlow var framförallt fotbollsspelare som ung, och hade provspel med både Coventry och Aston Villa, men valde att fokusera på roadracing. Han gjorde sin första säsong i Brittiska Superbike 2007, då han slutade på nionde plats toalt, efter sin första pallplats och sin första pole position. Under sin andra säsong; för HM Plant Honda, där han slutade på en tredje plats totalt, knappt slagen av teamkamraten Leon Haslam. Han fick senare göra sin debut i Superbike-VM med teamet på Donington Park, där han blev tvåa i det andra heatet. 2009 skrev Crutchlow på för Yamaha för att köra Supersport-VM 2009. Han blev fyra i sitt debutrace i klassen, vann tredje deltävlingen och blev slutligen världsmästare efter fem heatsegrar. Säsongen 2010 körde han Superbike-VM för Yamaha Sterilgarda och blev femma efter tre heatsegrar. Sedan 2011 kör han i MotoGP.

### MotoGP
Crutchlow körde för Yamahas satellit-team Tech 3 från 2011 till 2013. Roadracing-VM 2011 blev han bästa nykomling (Rookie of the Year) efter att tagit 70 poäng och hamnat på 12:e plats i VM. Säsongen 2012 tog han sin första pallplats och slutade 7:a i VM. Roadracing-VM 2013 inledde Crutchlow starkt. Han tog två andra- och två tredjeplatser samt två pole position. Efter några vurpor som orsakade sårskador och svullnader på armarna försämrades Crutchlows resultat. Han slutade dock 5:a i VM och blev därmed den främste av satellit-teamens förare.
Till 2014 skrev Crutchlow kontrakt med Ducatis fabriksteam Ducati Corse. Säsongen började dåligt med tekniska problem och svaga insatser från Crutchlow. Efter att kontraktet med LCR Honda blev klart under andra halvan av säsongen fick inte Crutchlow längre uppdateringar på Ducatin. Han började dock köra bättre mot slutet av säsongen och tog tredjeplatsen i Aragoniens GP. Roadracing-VM 2015 körde Crutchlow för Hondas satellitteam LCR Honda. Bästa resultatet var en tredjeplats i Argentinas GP. Crutchlow blev åtta i VM.
Crutchlow fortsatte hos LCR Honda säsongen 2016 och tog sin första Grand Prix-seger den 21 augusti 2016 när han vann Tjeckiens Grand Prix på Automotodrom Brno i vått väglag. Crutchlow var där en av få som startade på hårda regndäck och på en upptorkande bana kunde han köra upp sig från 15:e plats till seger med 7 sekunder. Det var första gången på 35 år en britt vann ett Grand Prix i huvudklassen, då var det Barry Sheene som vann Sveriges GP på Anderstorp Raceway. Crutchlow följde upp med ytterligare en seger 2016. Han vann Australiens Grand Prix i torrt väglag. Den bleka första halvan av säsongen samt krascher i de två sista deltävlingarna gjorde att Crutchlow inte blev bättre än sjua i VM. Han var dock bäst av förarna som inte har fabrikskontrakt. Crutchlow fortsatte hos LCR Honda 2017. Resultaten blev något sämre än 2016. En tredjeplats som bäst och nia i VM. Crutchlow fortsatte hos LCR Honda 2018, då han fick Takaaki Nakagami som stallkamrat. Crutchlow vann Argentinas Grand Prix 2018 och tog två pallplatser till när hans säsong tog slut genom ett krasch på Phillip Island Circuit som resulterade i ett svårt benbrott. Crutchlow blev trots det sjua i VM. Även 2019 fortsatte Crutchlow hos LCR Honda.

### VM-säsonger
| Säsong | Klass      | VM- plac. | Poäng | 1/2/3- platser | Starter | Motorcykel | Team                         | Startnr |
| ------ | ---------- | --------- | ----- | -------------- | ------- | ---------- | ---------------------------- | ------- |
| 2008   | Superbike  | 23        | 27    | - / 1 / -      | 4       | Honda      | HM Plant Honda               | 35      |
| 2009   | Supersport | 1         | 243   | 5 / 3 / 2      | 14      | Yamaha     | Yamaha World Supersport Team | 35      |
| 2010   | Superbike  | 5         | 284   | 3 / 1 / 6      | 26      | Yamaha     | Yamaha Sterilgarda Team      | 35      |
| 2011   | MotoGP     | 12        | 70    | - / - / -      | 16      | Yamaha     | Monster Yamaha Tech 3        | 35      |
| 2012   | MotoGP     | 7         | 151   | - / - / 2      | 18      | Yamaha     | Monster Yamaha Tech 3        | 35      |
| 2013   | MotoGP     | 5         | 188   | - / 2 / 2      | 18      | Yamaha     | Monster Yamaha Tech 3        | 35      |
| 2014   | MotoGP     | 13        | 74    | - / - / 1      | 17      | Ducati     | Ducati Team                  | 35      |
| 2015   | MotoGP     | 8         | 125   | - / - / 1      | 18      | Honda      | CWM LCR Honda Team           | 35      |
| 2016   | MotoGP     | 7         | 141   | 2 / 2 / -      | 18      | Honda      | LCR Honda                    | 35      |
| 2017   | MotoGP     | 9         | 112   | - / - / 1      | 18      | Honda      | LCR Honda                    | 35      |
| 2018   | MotoGP     | 7         | 148   | 1 / 1 / 1      | 15      | Honda      | LCR Honda Castrol            | 35      |
| 2019   | MotoGP     | 9         | 133   | - / 1 / 2      | 19      | Honda      | LCR Honda Castrol            | 35      |
| 2020   | MotoGP     |           |       |                |         | Honda      | LCR Honda Castrol            | 35      |

## Framskjutna placeringar
Uppdaterad till 2019-10-28.
| Nr | Grand Prix | År   |
| -- | ---------- | ---- |
| 1  | Tjeckien   | 2016 |
| 2  | Australien | 2016 |
| 3  | Argentina  | 2018 |

| Nr | Grand Prix     | År   |
| -- | -------------- | ---- |
| 1  | Frankrike      | 2013 |
| 2  | Tyskland       | 2013 |
| 3  | Tyskland       | 2016 |
| 4  | Storbritannien | 2016 |
| 5  | Japan          | 2018 |
| 6  | Australien     | 2019 |

| Nr | Grand Prix | År   |
| -- | ---------- | ---- |
| 1  | Tjeckien   | 2012 |
| 2  | Australien | 2012 |
| 3  | Italien    | 2013 |
| 4  | TT Assen   | 2013 |
| 5  | Aragonien  | 2014 |
| 6  | Argentina  | 2015 |
| 7  | Argentina  | 2017 |
| 8  | San Marino | 2018 |
| 9  | Qatar      | 2019 |
| 10 | Tyskland   | 2019 |